# Annie Lennox
Annie Lennox (Aberdeen, 25 december 1954) is een Schotse zangeres.

## Levensloop
Annie Lennox bezocht als kind een school voor hoogbegaafden. Daarnaast studeerde ze fluit aan de Royal Academy of Music in Londen. Lennox is vooral bekend als de zangeres van Eurythmics, waarin ze samenwerkte met Dave Stewart. Daarvoor zong ze bij The Tourists. Nadat Eurythmics in 1990 uit elkaar was gegaan, ging ze verder als soloartiest. Lennox sprak daarna zeven jaar niet met Dave Stewart, tot ze elkaar ontmoetten bij de begrafenis van een gemeenschappelijke vriend. In 1999 kwam een nieuw album van Eurythmics uit.
Lennox' debuutalbum uit 1992, Diva, waarvan drie nummers ('Why', 'Walking On Broken Glass' en 'Little Bird') in de Engelse top 10 terechtkwamen, was over de hele wereld zeer succesvol. Dat jaar zong ze samen met David Bowie "Under Pressure" tijdens het Freddie Mercury Tribute Concert. De eerste single van haar tweede soloalbum, 'No More "I Love You's"' won in 1996 een Grammy Award. Het nummer, een cover van 'The Lover Speaks', behaalde de tweede plaats op de Engelse hitlijsten. Het album Medusa bestaat volledig uit covers, onder meer van Al Green, The Pretenders en The Temptations, en sloeg wederom goed aan in Europa.
In 2004 won ze een Oscar voor het beste filmlied voor 'Into the West', afkomstig uit de film The Lord of the Rings: The Return of the King. In dit jaar verscheen ook haar derde soloalbum, Bare. Dit album werd goud en bereikte nummer 3 in Groot-Brittannië en nummer 4 in de Verenigde Staten, tot op heden haar hoogste albumnotering in Amerika. Er werden in Engeland geen singles uitgebracht, in Amerika kwamen 'Pavement Cracks', 'Wonderfull' en 'A Thousand Beautiful Things' uit op CD maxi-single. Lennox bereikte met de vele en diverse uitgebrachte remixes van alle drie de nummers de eerste plaats op de dancecharts.
Op 4 juli 2006 werd Lennox benoemd tot erelid van de Royal Scottish Academy of Music and Drama (thans Royal Conservatoire of Scotland). In 2008 werd zij uitgeroepen tot een van de honderd beste vocalisten aller tijden door het Amerikaanse muziektijdschrift Rolling Stone.
In 2007 verscheen haar vierde soloalbum, Songs of Mass Destruction. De eerste single was 'Dark Road' en kwam uit op 25 september. Als tweede single werd het nummer 'Sing' uitgebracht, gezongen door Lennox en 23 grote vrouwelijke artiesten, onder wie Shakira, Dido, Christina Aguilera en Madonna. In 2009 verscheen The Annie Lennox Collection. Deze cd bevat haar grootste hits en twee nieuwe nummers, beide covers van Ash ('Shining Light', haar eerste top 40-hit in Engeland sinds 1995) en Keane ('Pattern of my Life'). Daarnaast verschenen alle hits op dvd. Het album was vooral in het Verenigd Koninkrijk een groot succes. In 2010 verscheen een nieuw album, A Christmas Cornucopia. Dit kerstalbum bevat covers van (on)bekende traditionele Britse kerstnummers (zoals 'God Rest Ye Merry Gentlemen') en een nieuw nummer, 'Universal Child', dat als single verscheen.
Op 4 juni 2012 woonden tienduizenden mensen in Londen een jubileumconcert voor de Britse koningin Elizabeth II bij, die toen 60 jaar op de troon zat. Op het plein voor Buckingham Palace trad ook Annie Lennox op. Ze verscheen ten tonele in een lange, zwarte glitterjurk en een stel vleugeltjes. Ook haar band droeg vleugeltjes. Toepasselijk bracht ze een van Eurythmics' grootste hits, 'There Must Be An Angel (Playing With My heart)'. Een en ander werd rechtstreeks uitgezonden door enkele televisiestations.
Tijdens het 'Beatles tribute concert' op 9 februari 2014, ter gelegenheid van de 50ste verjaardag van het eerste optreden van die band in de Ed Sullivan Show, vertolkten de Eurythmics The Fool on the Hill van de Magical Mystery Tour. Dit was de eerste keer dat Annie Lennox en Dave Stewart weer samen op het toneel stonden sinds hun breuk in 2005.

## Discografie

### Albums
| Album met eventuele hitnotering(en) in de Nederlandse Album Top 100 | Datum van verschijnen | Datum van binnenkomst | Hoogste positie | Aantal weken | Opmerkingen   |
| ------------------------------------------------------------------- | --------------------- | --------------------- | --------------- | ------------ | ------------- |
| Diva                                                                | 1992                  | 18-04-1992            | 5               | 25           |               |
| Medusa                                                              | 01-03-1995            | 18-03-1995            | 7               | 26           |               |
| Bare                                                                | 2003                  | 21-06-2003            | 18              | 16           |               |
| Songs of Mass Destruction                                           | 28-09-2007            | 06-10-2007            | 26              | 4            |               |
| The Annie Lennox Collection                                         | 06-03-2009            | 21-03-2009            | 25              | 8            | Verzamelalbum |
| A Christmas Cornucopia                                              | 12-11-2010            | 18-12-2010            | 60              | 3            |               |
| Nostalgia                                                           | 2014                  | 01-11-2014            | 34              | 3            |               |

| Album met hitnotering(en) in de Vlaamse Ultratop 200 albums | Datum van verschijnen | Datum van binnenkomst | Hoogste positie | Aantal weken | Opmerkingen   |
| ----------------------------------------------------------- | --------------------- | --------------------- | --------------- | ------------ | ------------- |
| Medusa                                                      | 1995                  | 01-04-1995            | 8               | 17           |               |
| Bare                                                        | 2003                  | 28-06-2003            | 20              | 3            |               |
| Songs of Mass Destruction                                   | 2007                  | 13-10-2007            | 57              | 3            |               |
| The Annie Lennox Collection                                 | 2009                  | 21-03-2009            | 41              | 7            | Verzamelalbum |
| A Christmas Cornucopia                                      | 2010                  | 01-01-2011            | 74              | 1            |               |
| Nostalgia                                                   | 2014                  | 08-11-2014            | 45              | 6            |               |

### Singles
| Single met eventuele hitnotering(en) in de Nederlandse Top 40 | Datum van verschijnen | Datum van binnenkomst | Hoogste positie | Aantal weken | Opmerkingen                                             |
| ------------------------------------------------------------- | --------------------- | --------------------- | --------------- | ------------ | ------------------------------------------------------- |
| Put a Little Love in Your Heart                               | 1988                  | 03-12-1988            | 13              | 8            | met Al Green / nr. 9 in de Single Top 100 / Alarmschijf |
| Why                                                           | 1992                  | 04-04-1992            | 6               | 10           | nr. 8 in de Single Top 100                              |
| Precious                                                      | 1992                  | 13-06-1992            | 30              | 3            | nr. 39 in de Single Top 100                             |
| Walking on Broken Glass                                       | 1992                  | 22-08-1992            | tip11           | -            | nr. 61 in de Single Top 100                             |
| Cold                                                          | 1992                  | 14-11-1992            | tip18           | -            | nr. 51 in de Single Top 100                             |
| No More "I Love You"s                                         | 1995                  | 25-02-1995            | 23              | 4            | nr. 17 in de Single Top 100                             |
| A Whiter Shade of Pale                                        | 1995                  | -                     |                 |              | nr. 39 in de Single Top 100                             |

| Single met hitnotering(en) in de Vlaamse Ultratop 50 | Datum van verschijnen | Datum van binnenkomst | Hoogste positie | Aantal weken | Opmerkingen  |
| ---------------------------------------------------- | --------------------- | --------------------- | --------------- | ------------ | ------------ |
| Put a Little Love in Your Heart                      | 1988                  | 10-12-1988            | 13              | 10           | met Al Green |
| Why                                                  | 1992                  | 18-04-1992            | 4               | 11           |              |
| Precious                                             | 1992                  | 04-07-1992            | 27              | 4            |              |
| No More "I Love You"s                                | 1995                  | 25-02-1995            | 27              | 5            |              |
| A Whiter Shade of Pale                               | 1995                  | 24-06-1995            | 48              | 2            |              |

### NPO Radio 2 Top 2000
| Nummers met noteringen in de NPO Radio 2 Top 2000 | '99  | '00 | '01 | '02 | '03 | '04 | '05 | '06 | '07 | '08 | '09 | '10  | '11 | '12  | '13  | '14  | '15  | '16  | '17  | '18  | '19  | '20  | '21  | '22  |
| ------------------------------------------------- | ---- | --- | --- | --- | --- | --- | --- | --- | --- | --- | --- | ---- | --- | ---- | ---- | ---- | ---- | ---- | ---- | ---- | ---- | ---- | ---- | ---- |
| No More "I Love You's"                            | -    | -   | -   | -   | -   | -   | -   | -   | -   | -   | -   | 1739 | -   | -    | -    | -    | -    | -    | -    | -    | -    | -    | -    | -    |
| Put a little love in your heart (met Al Green)    | 1721 | -   | -   | -   | -   | -   | -   | -   | -   | -   | -   | -    | -   | -    | -    | -    | -    | -    | -    | -    | -    | -    | -    | -    |
| Why                                               | 317  | 431 | 447 | 346 | 413 | 491 | 441 | 571 | 402 | 442 | 765 | 715  | 839 | 1117 | 1108 | 1222 | 1480 | 1535 | 1462 | 1373 | 1829 | 1708 | 1962 | 1971 |

1. ↑  Een '-' betekent dat het nummer niet was genoteerd en een vetgedrukt getal geeft de hoogste notering van een nummer aan.
2. ↑  Deze tabel is bijgewerkt tot en met de laatste editie (2024).

### Dvd's
| Dvd's met hitnoteringen in de DVD Top 30  | Datum van verschijnen' | Datum van binnenkomst | Hoogste positie | Aantal weken | Opmerkingen |
| ----------------------------------------- | ---------------------- | --------------------- | --------------- | ------------ | ----------- |
| An Evening of Nostalgia with Annie Lennox | 2015                   | 09-05-2015            | 14              | 2            |             |